# سیارک ۸۸۰

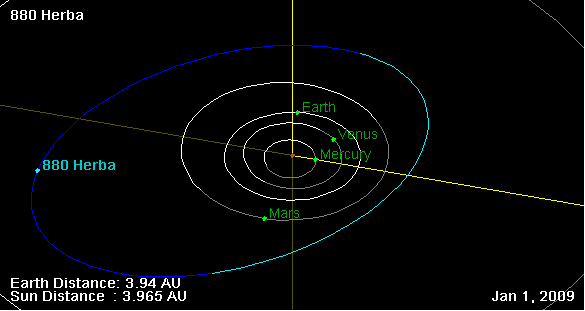
نمایی از محل قرارگیری سیارک ۸۸۰ در مدار – ۲۰۰۹

سیارک ۸۸۰ (به انگلیسی: 880 Herba، نامگذاری:1917CK) هشتصد و هشتادمین سیارک کشف شده‌است که در ۲۲ ژوئیه ۱۹۱۷ و در هایدلبرگ کشف شد.
قدر مطلق سیارک برابر ۱۱٫۴۶ است.